# Jean Louis Baudelocque

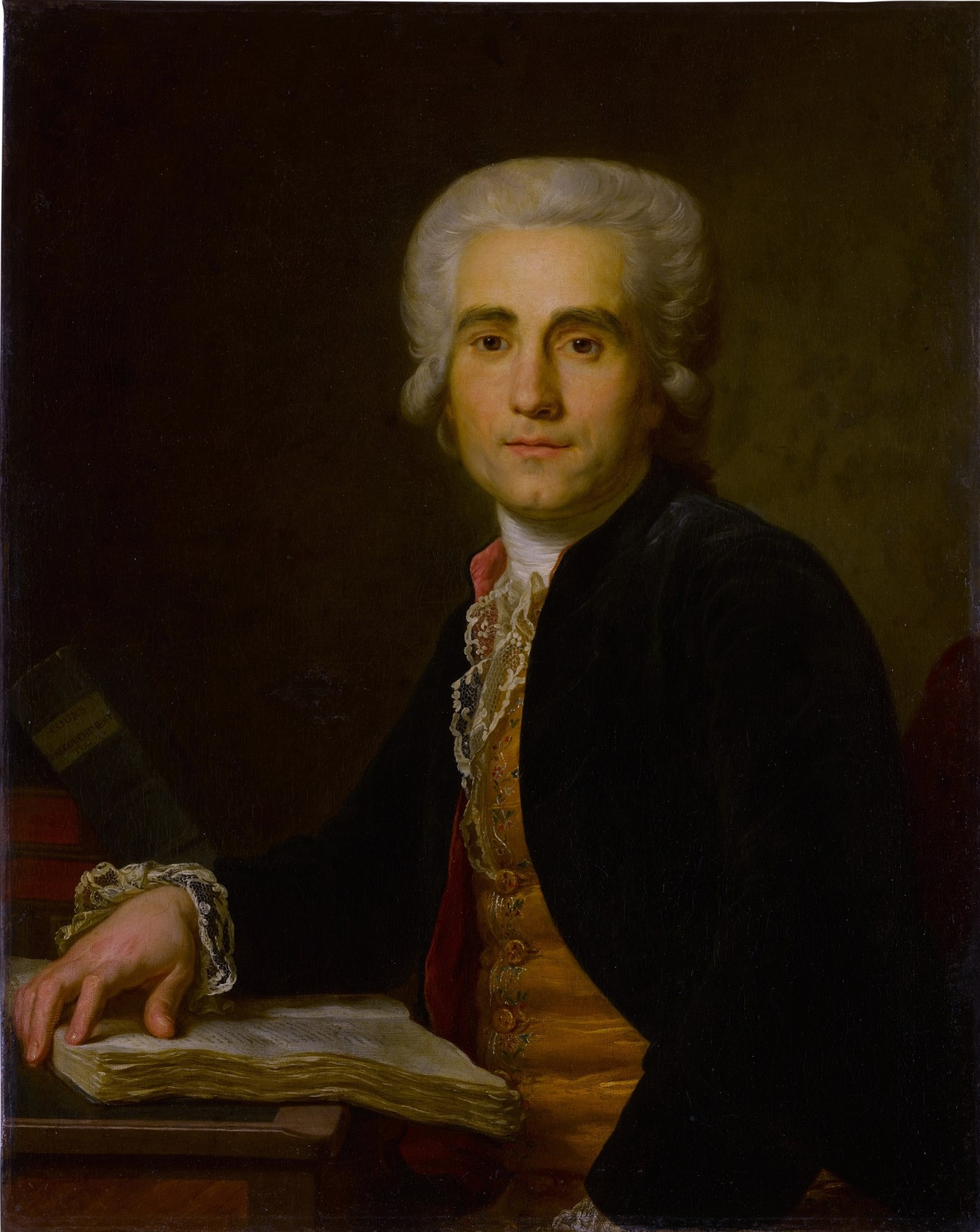
Jean-Louis Baudelocque

Jean Louis Baudelocque (ur. 30 listopada 1746 w Heilly, zm. 2 maja 1810 w Paryżu) – francuski chirurg i położnik.
W 1794 został profesorem położnictwa w École de Santé w Paryżu. Był założycielem i kierownikiem paryskiej kliniki położniczej Maternité, badał fizjologiczne mechanizmy porodu i zależności występujące między wymiarami kanału rodnego i płodu. Stwierdził ważność pomiarów miednicy położnicy i skonstruował w tym celu przyrząd nazwany od jego nazwiska "cyrklem Baudelocque'a", a także ustalił nowoczesne wskazania do stosowania kleszczy porodowych i cesarskiego cięcia.